# Näbbgädda
Näbbgädda eller horngädda (Belone belone) är en havslevande fisk som tillhör familjen näbbgäddfiskar. 

## Utseende
Arten kan bli 90 centimeter lång och väga upp till 1,3 kilogram. Den är silverfärgad, och har näbblikt förlängda käkar med vassa tänder. Näbbgäddan har, liksom tånglaken, gröna ben, vilket beror på närvaron av färgämnet biliverdin (äldre uppgifter om att färgen skulle bero på vivianit är uppenbarligen felaktiga, men återupprepas fortfarande, i exempelvis Våra fiskar från 2006). Av allt att döma har den gröna färgen ingen praktisk funktion förutom för oss människor. De gröna benen är lätta att hitta och i Skåne är soppa på näbbgädda en delikatess sedan åtminstone 100 år men serveras inte längre på krogen. Förr förekom soppan på skånska smörgåsbord.

## Utbredning
Näbbgäddan lever från Kap Verde-öarna i syd, i sydvästra och norra Medelhavet, längs östra Atlantkusten upp till Island och norra Norge. Den går in i Skagerrak och Kattegatt samt Östersjön upp till Åland.

## Vanor
På vintern håller sig näbbgäddan på djupt vatten, för att på våren dra sig närmare kusten. Till hösten drar den sig tillbaka till djupvattnen igen.
Näbbgäddan är en pelagisk fisk som lever i stim. Den är en skicklig och mycket snabb simmare.
Den livnär sig framför allt på mindre sillfiskar och tobis, men även kräftdjur och andra ryggradslösa djur förtärs.

## Fortplantning
Näbbgäddan leker på grunt vatten där honan lägger upp till 40 000 ägg, som är försedda med klibbiga häfttrådar. Äggen kläcks efter 3–4 veckor. Ynglen har korta käkar, näbben utvecklas efter hand. Ungarna håller sig de första månaderna nära kusten, där de livnär sig på zooplankton. Till hösten drar de sig ut på djupare vatten, dock oberoende av föräldrarna.

## Fiske
Kommersiellt fångas den främst på krok (med flytande revar) och med bottengarn.
Arten är populär att sportfiska. Då fisken har en lång "näbb" kan den vara svår att kroka. Arten hugger gärna på släpdörj eller på lätt haspelspö med spinnare, skeddrag eller liten wobbler.

## Galleri

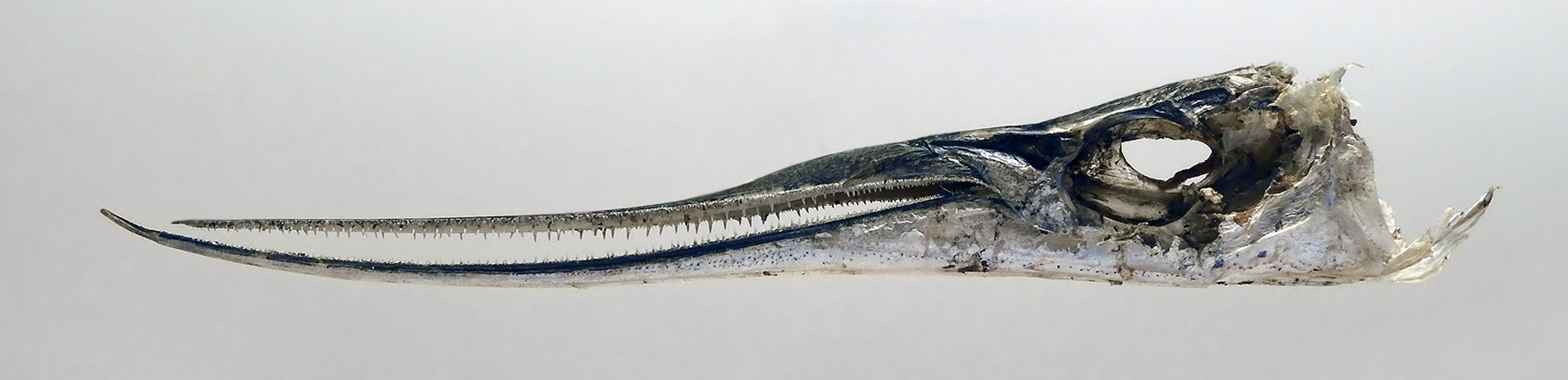
Näbbgädda.
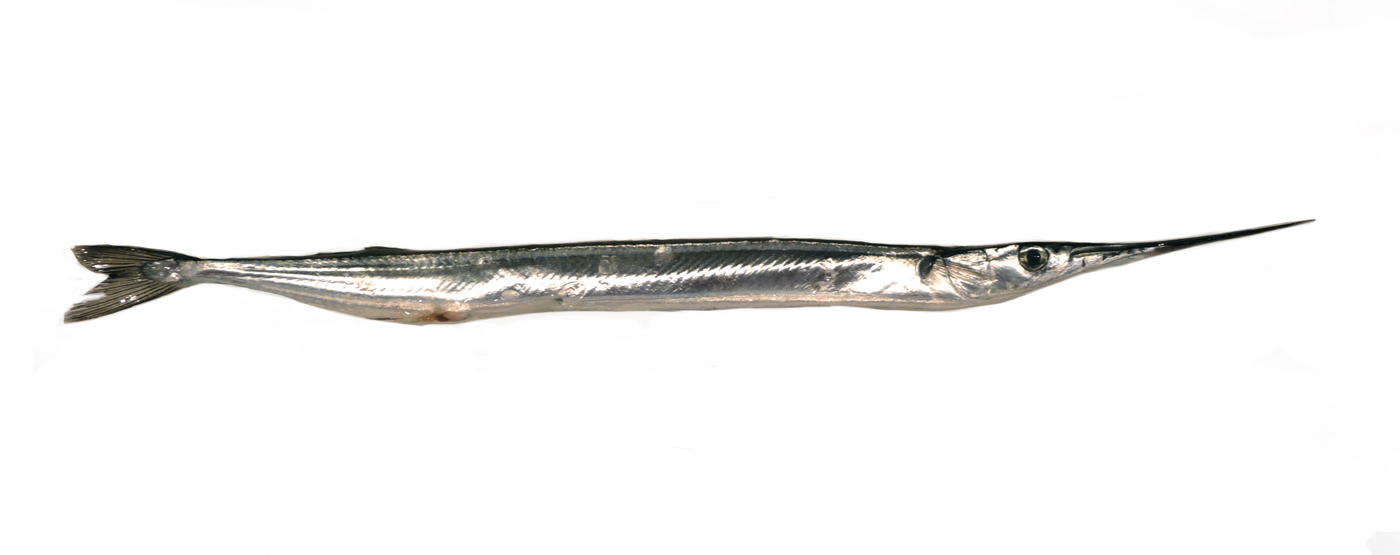
Näbbgädda.